# Redmi Note 7
Redmi Note 7 та Redmi Note 7 Pro — смартфони від компанії Xiaomi бренду Redmi, що стали наступниками Xiaomi Redmi Note 6 Pro. Це перші смартфони, які були випущені відокремленим брендом Redmi. Також вони є першими смартфонами Xiaomi з камерою на 48Мп.
Вперше, до бюджетної серії Xiaomi використовувала процесор Qualcomm Snapdragon 660. Діагональ складає 6,3 дюйма. Фронтальна 13-ти мегапіксельна камера вмістилася у краплину у верхній частині екрану. Що стосується головного модуля камери, то він складається з двох об'єктивів: портретної та звичайної зйомки. Роздільна здатність основної камери становить 48 мегапікселів. Вперше для бюджетних моделей Redmi для зарядки використовується порт USB Type-C. Також за деякими джерелами відомо, що даний смартфон на виході отримав найбільшу кількість аксесуарів порівняно зі смаркфонами, які виходили в той же рік

## Технічні характеристики[3]
|                               | Характеристики                                                                |
| ----------------------------- | ----------------------------------------------------------------------------- |
| Тип                           | Смартфон                                                                      |
| ОС                            | Android 9 (Pie) + MIUI 10 (з можливістю оновлення до Android 10 на MIUI 12.5) |
| Оперативна пам'ять, ГБ        | 3/4/6                                                                         |
| Основна пам'ять, ГБ           | 32/64/128                                                                     |
| Слот розширення               | microSD (до 256 ГБ)                                                           |
| Тип SIM-карти                 | Nano-SIM                                                                      |
| Кількість SIM-карт            | 2 (або 1 SIM-карта + карта пам'яті)                                           |
| Процесор                      | Qualcomm Snapdragon 660 + GPU Adreno 512                                      |
| Кількість ядер                | 8                                                                             |
| Частота, ГГц                  | 2,2                                                                           |
| Акумулятор                    | 4000 мАг                                                                      |
| Діагональ, дюйми              | 6,3                                                                           |
| Роздільна здатність           | 2340х1080                                                                     |
| Тип матриці екрану            | IPS                                                                           |
| PPI                           | 409                                                                           |
| Датчик регулювання яскравості | +                                                                             |
| Захист екрану                 | Corning Gorilla Glass 5, 2,5D дисплей                                         |
| Основна камера, Мп            | 48 (f/1.8) + 5                                                                |
| Відеозйомка                   | + (1080p 60 fps)                                                              |
| Спалах                        | +                                                                             |
| Фронтальна камера, Мп         | 13                                                                            |
| Покращення фото               | HDR, цифрова стабілізація зображення                                          |
| Передавання даних             | GSM GPRS/EDGE (2G), UMTS (3G), HSPA+, LTE                                     |
| Wi-Fi                         | 802.11ac (2,4 + 5 ГГц)                                                        |
| Bluetooth                     | + (5.0)                                                                       |
| GPS                           | + (A-GPS, GLONASS, Beidou)                                                    |
| IrDA                          | +                                                                             |
| FM-радио                      | +                                                                             |
| Аудіоштекер                   | 3.5 мм                                                                        |
| NFC                           | -                                                                             |
| Роз'єм даних та зу            | USB Type-C                                                                    |
| Розміри, мм                   | 159,21x75,21x8,1                                                              |
| Вага, г                       | 186                                                                           |
| Захист від пилу й вологи      | -                                                                             |
| Корпус                        | моноблок                                                                      |
| Матеріал корпусу              | пластик/скло                                                                  |
| Тип клавіатури                | екранний ввід                                                                 |
| Додатково                     | сканер відбитку пальців, підтримка швидкої зарядки Quick Charge 4             |

## Екран
Телефон оснащений екраном IPS з захисним склом Gorilla Glass 5. Розмір дисплея — 6,3 дюйма, співвідношення сторін — 19,5: 9, а роздільна здатність становить 2340х1080 при щільності 409 ppi. Дисплей підтримує до 10 одночасних дотиків. Ширина рамки по боках становить 3,5 мм, відступ знизу — 8 мм, зверху — 5 мм. Екран займає близько 81,4 % площі передньої панелі.

## Продуктивність та швидкість
Redmi Note 7 отримав в якості мобільної платформи Qualcomm Snapdragon 660. У конфігурацію цієї 14-нанометрової SoC входить восьми-ядерний процесор, що містить процесорні ядра Kryo 260 різної продуктивності, процесори в двох кластерах (4 + 4) та частоті до 2,2 / 1 , 8 ГГц. За обробку графіки відповідальний GPU Adreno 512. Оперативна пам'ять — декілька варіантів 3, 4 або 6 ГБ, постійна пам'ять — 32/64/128 ГБ.
Можливо розширити пам'ять за рахунок карт microSD.

## Основна камера
Основна камера вмістить дві частини. Роздільна здатність основної камери становить 48 МП з діафрагмою ƒ/1.8, а додаткова 5 МП використовується для активації портретного режиму.
Роздільна здатність основної камери використовується для збору даних 48 МП для знімка — новинка останніх років, тому що в результаті процесорної обробки даних телефону кадр виходить в чотири рази менше, тобто 12 МП. Смартфон в стандартному режимі вміє створювати тільки 12 Мп фото, не більше. Злиття чотирьох пікселів поряд в єдину точку, такий процес дає більше поглинання світла за рахунок емуляції пікселів розміром 1,6 мкм (при стандарті 1,0-1,2 мкм)
Друга задня камера смартфона використовується в портретному режимі для визначення глибини.

## Фронтальна камера
Фронтальна камера з роздільною здатністю 13 МП теж співпрацює з режимом AI і HDR. Вона автоматично намагається згладити знімок, щоб обличчя людини виглядало більш охайно. Любителі селфі явно підтримають таку ініціативу. При цьому і портретний режим тут теж доступний і досить добре працює як при денному, так і при штучному освітленні
Відео — камера може знімати відео з максимальною роздільною здатністю 1080р при 60 або 30 fps, більш високої роздільної здатності немає, присутня цифрова стабілізація.

## Галерея

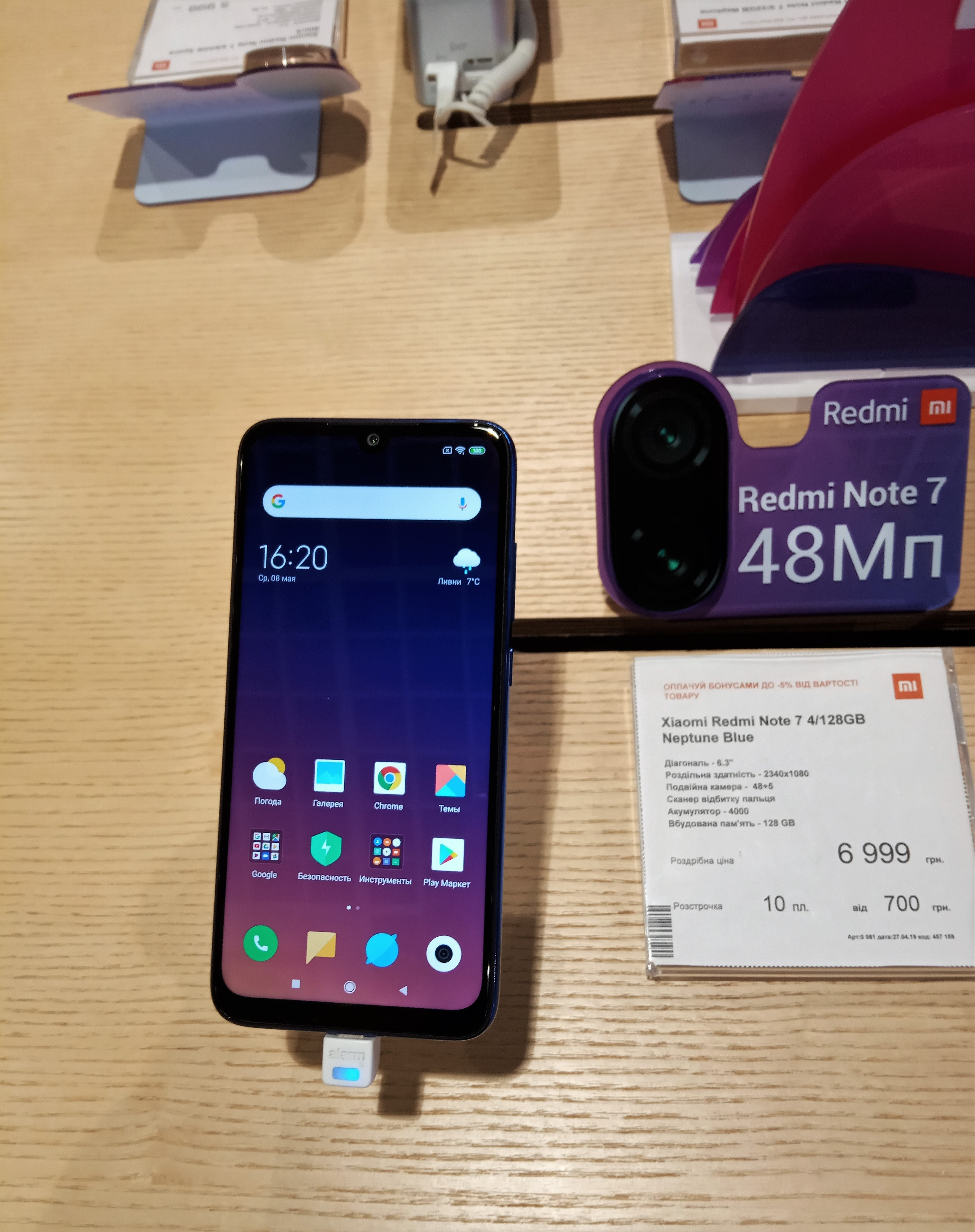
Xiaomi Redmi Note 7 4 GB 128 GB, офіційний магазин у Києві, ТРЦ "Гулівер".
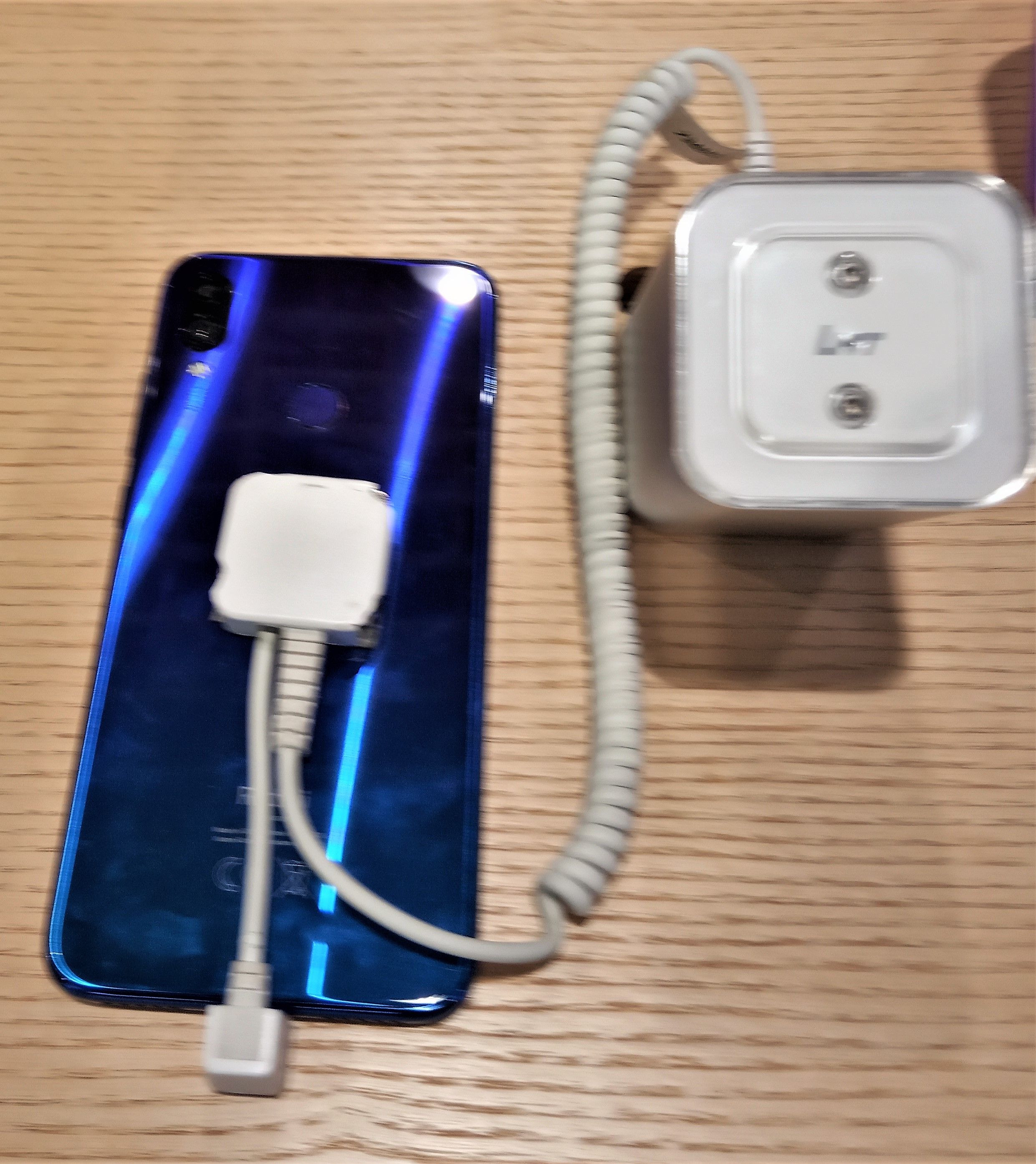
Тильна сторона